# Protesilaus orthosilaus
Protesilaus orthosilaus is een vlinder uit de familie van de pages (Papilionidae). De wetenschappelijke naam van de soort is voor het eerst geldig gepubliceerd in 1899 door Gustav Weymer.

## Synoniemen
- Papilio ampliornatus Röber, 1925